# Élections municipales de 2017 dans Acton
Pour un article plus général, voir Élections municipales de 2017 en Montérégie.
Cet article concerne les élections municipales de 2017 en Montérégie dans la municipalité régionale de comté d'Acton.

## Acton Vale
| Candidats pour la mairie   | Vote            | %               |
| -------------------------- | --------------- | --------------- |
| Éric Charbonneau (Sortant) | Sans opposition | Sans opposition |

| Candidats conseiller #1  | Vote            | %               |
| ------------------------ | --------------- | --------------- |
| Yves Arcouette (Sortant) | Sans opposition | Sans opposition |

| Candidats conseiller #2                   | Vote | %     |
| ----------------------------------------- | ---- | ----- |
| Suzanne Ledoux (Sortante)                 | 267  | 57,42 |
| Patrice Dumont (Sortant d'un autre poste) | 198  | 42,58 |

| Candidats conseiller #3     | Vote            | %               |
| --------------------------- | --------------- | --------------- |
| Raymond Bisaillon (Sortant) | Sans opposition | Sans opposition |

| Candidats conseiller #4 | Vote | %     |
| ----------------------- | ---- | ----- |
| Annie Gagnon            | 309  | 67,17 |
| Yvon Robert (Sortant)   | 151  | 32,83 |

| Candidats conseiller #5  | Vote            | %               |
| ------------------------ | --------------- | --------------- |
| Bruno Lavallée (Sortant) | Sans opposition | Sans opposition |

| Candidats conseiller #6 | Vote | %     |
| ----------------------- | ---- | ----- |
| Pierrette Lajoie        | 197  | 62,74 |
| Denis Durand            | 117  | 37,26 |

## Béthanie
| Candidats pour la mairie        | Vote            | %               |
| ------------------------------- | --------------- | --------------- |
| Boniface Dalle-Vedove (Sortant) | Sans opposition | Sans opposition |

| Candidats conseiller #1 | Vote            | %               |
| ----------------------- | --------------- | --------------- |
| Bernard Demers          | Sans opposition | Sans opposition |

| Candidats conseiller #2 | Vote            | %               |
| ----------------------- | --------------- | --------------- |
| Michel Demers (Sortant) | Sans opposition | Sans opposition |

| Candidats conseiller #3  | Vote            | %               |
| ------------------------ | --------------- | --------------- |
| Ghislain Privé (Sortant) | Sans opposition | Sans opposition |

| Candidats conseiller #4 | Vote            | %               |
| ----------------------- | --------------- | --------------- |
| Yves Guillemette        | Sans opposition | Sans opposition |

| Candidats conseiller #5  | Vote            | %               |
| ------------------------ | --------------- | --------------- |
| Yvon Blanchard (Sortant) | Sans opposition | Sans opposition |

| Candidats conseiller #2 | Vote            | %               |
| ----------------------- | --------------- | --------------- |
| Michel Côté (Sortant)   | Sans opposition | Sans opposition |

- Josée Roy devient conseillère #5 en cours de mandat.

- Démission de Josée Roy, conseillère #5, le 6 mars 2021[1].

- Démission du maire Boniface Dalle-Vedove le 2 juin 2021[2],[3].
  - Michel Côté assure l'intérim à la mairie[3] avant d'être proclamé maire en juin 2021[2].

| Candidats pour la mairie               | Vote            | %               |
| -------------------------------------- | --------------- | --------------- |
| Michel Côté (Sortant d'un autre poste) | Sans opposition | Sans opposition |

## Roxton
| Candidats pour la mairie       | Vote | %     |
| ------------------------------ | ---- | ----- |
| Stéphane Beauchemin (Sortant)  | 407  | 76,50 |
| Gabriel Bachand                | 125  | 23,50 |
| Taux de participation : 63,8 % |      |       |

| Candidats conseiller #1   | Vote | %     |
| ------------------------- | ---- | ----- |
| Pascal Richard            | 324  | 62,55 |
| Gilles Ducharme (Sortant) | 194  | 37,45 |

| Candidats conseiller #2 | Vote | %     |
| ----------------------- | ---- | ----- |
| Stéphane Beauregard     | 340  | 64,76 |
| Conrad Daviau (Sortant) | 185  | 35,24 |

| Candidats conseiller #3  | Vote            | %               |
| ------------------------ | --------------- | --------------- |
| Diane Ferland (Sortante) | Sans opposition | Sans opposition |

| Candidats conseiller #4   | Vote            | %               |
| ------------------------- | --------------- | --------------- |
| François Légaré (Sortant) | Sans opposition | Sans opposition |

| Candidats conseiller #5  | Vote            | %               |
| ------------------------ | --------------- | --------------- |
| Bernard Bédard (Sortant) | Sans opposition | Sans opposition |

| Candidats conseiller #6   | Vote            | %               |
| ------------------------- | --------------- | --------------- |
| Éric Beauregard (Sortant) | Sans opposition | Sans opposition |

## Roxton Falls
| Candidats pour la mairie      | Vote            | %               |
| ----------------------------- | --------------- | --------------- |
| Jean-Marie Laplante (Sortant) | Sans opposition | Sans opposition |

| Candidats conseiller #1 | Vote            | %               |
| ----------------------- | --------------- | --------------- |
| Daniel Roy (Sortant)    | Sans opposition | Sans opposition |

| Candidats conseiller #2  | Vote            | %               |
| ------------------------ | --------------- | --------------- |
| Marcel Bonneau (Sortant) | Sans opposition | Sans opposition |

| Candidats conseiller #3 | Vote            | %               |
| ----------------------- | --------------- | --------------- |
| Michel Massé            | Sans opposition | Sans opposition |

| Candidats conseiller #4 | Vote            | %               |
| ----------------------- | --------------- | --------------- |
| Lynda Cusson (Sortante) | Sans opposition | Sans opposition |

| Candidats conseiller #5 | Vote            | %               |
| ----------------------- | --------------- | --------------- |
| Mélanie Valois          | Sans opposition | Sans opposition |

| Candidats conseiller #6    | Vote            | %               |
| -------------------------- | --------------- | --------------- |
| Marie-Eve Massé (Sortante) | Sans opposition | Sans opposition |

## Saint-Nazaire-d'Acton
| Candidats pour la mairie                   | Vote            | %               |
| ------------------------------------------ | --------------- | --------------- |
| Pierre Laflamme (Sortant d'un autre poste) | Sans opposition | Sans opposition |

| Candidats conseiller #1 | Vote            | %               |
| ----------------------- | --------------- | --------------- |
| Vicky Lauzier           | Sans opposition | Sans opposition |

| Candidats conseiller #2 | Vote            | %               |
| ----------------------- | --------------- | --------------- |
| Jean Collard (Sortant)  | Sans opposition | Sans opposition |

| Candidats conseiller #3 | Vote            | %               |
| ----------------------- | --------------- | --------------- |
| Roger Collard (Sortant) | Sans opposition | Sans opposition |

| Candidats conseiller #4  | Vote            | %               |
| ------------------------ | --------------- | --------------- |
| Patrick Salvas (Sortant) | Sans opposition | Sans opposition |

| Candidats conseiller #5 | Vote            | %               |
| ----------------------- | --------------- | --------------- |
| Philippe Roy            | Sans opposition | Sans opposition |

| Candidats conseiller #6 | Vote            | %               |
| ----------------------- | --------------- | --------------- |
| Sylvie Fafard           | Sans opposition | Sans opposition |

## Saint-Théodore-d'Acton
| Candidats pour la mairie | Vote            | %               |
| ------------------------ | --------------- | --------------- |
| Guy Bond (Sortant)       | Sans opposition | Sans opposition |

| Candidats conseiller #1 | Vote            | %               |
| ----------------------- | --------------- | --------------- |
| Éloi Champigny          | Sans opposition | Sans opposition |

| Candidats conseiller #2     | Vote            | %               |
| --------------------------- | --------------- | --------------- |
| Mathieu Desmarais (Sortant) | Sans opposition | Sans opposition |

| Candidats conseiller #3                     | Vote | %     |
| ------------------------------------------- | ---- | ----- |
| Éric Laliberté (Sortant)                    | 246  | 70,09 |
| Michaël Laplante (Sortant d'un autre poste) | 105  | 29,91 |

| Candidats conseiller #4 | Vote            | %               |
| ----------------------- | --------------- | --------------- |
| Pierre Dufort (Sortant) | Sans opposition | Sans opposition |

| Candidats conseiller #5 | Vote | %     |
| ----------------------- | ---- | ----- |
| Philippe Fortier        | 208  | 59,94 |
| Tony Couture            | 139  | 40,06 |

| Candidats conseiller #6     | Vote            | %               |
| --------------------------- | --------------- | --------------- |
| Diane Daigneault (Sortante) | Sans opposition | Sans opposition |

- Démission du conseiller #2, Mathieu Desmarais, le 4 juillet 2019[4].
- Jean-François Martin devient conseiller #2 le 27 octobre 2019[5].

## Sainte-Christine
| Candidats pour la mairie                    | Vote | %     |
| ------------------------------------------- | ---- | ----- |
| Jean-Marc Ménard (Sortant d'un autre poste) | 260  | 69,52 |
| Patrick Benoît (Sortant d'un autre poste)   | 114  | 30,48 |
| Taux de participation : 64,9 %              |      |       |

| Candidats conseiller #1 | Vote            | %               |
| ----------------------- | --------------- | --------------- |
| Normand Roy             | Sans opposition | Sans opposition |

| Candidats conseiller #2 | Vote            | %               |
| ----------------------- | --------------- | --------------- |
| Simon Dufault (Sortant) | Sans opposition | Sans opposition |

| Candidats conseiller #3 | Vote            | %               |
| ----------------------- | --------------- | --------------- |
| Serge Chabot            | Sans opposition | Sans opposition |

| Candidats conseiller #4 | Vote | %     |
| ----------------------- | ---- | ----- |
| Michel Tétreault        | 224  | 61,04 |
| Martin Trudeau          | 143  | 38,96 |

| Candidats conseiller #5 | Vote | %     |
| ----------------------- | ---- | ----- |
| Francine Brasseur       | 232  | 64,44 |
| Nancy Laflamme          | 128  | 35,56 |

| Candidats conseiller #6   | Vote            | %               |
| ------------------------- | --------------- | --------------- |
| Gilbert Grenier (Sortant) | Sans opposition | Sans opposition |

- Départ de Michel Tétrault, conseiller #4, en cours de mandat (avant janvier 2019) et remplacement par Francine Tremblay le 8 avril 2019[6].

## Upton
| Candidats pour la mairie                | Vote            | %               |
| --------------------------------------- | --------------- | --------------- |
| Guy Lapointe (Sortant d'un autre poste) | Sans opposition | Sans opposition |

| Candidats conseiller #1 | Vote            | %               |
| ----------------------- | --------------- | --------------- |
| Alain Joubert           | Sans opposition | Sans opposition |

| Candidats conseiller #2 | Vote            | %               |
| ----------------------- | --------------- | --------------- |
| Nathalie Lavoie         | Sans opposition | Sans opposition |

| Candidats conseiller #3 | Vote            | %               |
| ----------------------- | --------------- | --------------- |
| Ghyslain Phaneuf        | Sans opposition | Sans opposition |

| Candidats conseiller #4   | Vote            | %               |
| ------------------------- | --------------- | --------------- |
| Claude Larocque (Sortant) | Sans opposition | Sans opposition |

| Candidats conseiller #5    | Vote            | %               |
| -------------------------- | --------------- | --------------- |
| Barbara Beugger (Sortante) | Sans opposition | Sans opposition |

| Candidats conseiller #6 | Vote            | %               |
| ----------------------- | --------------- | --------------- |
| Mathieu Beaudry         | Sans opposition | Sans opposition |

- Nathalie Lavoie, conseillère #2, quitte son poste en cours de mandat.